# Dipturus wuhanlingi
Dipturus wuhanlingi is een vissensoort uit de familie van de Rajidae. De wetenschappelijke naam van de soort is voor het eerst geldig gepubliceerd in 2008 door Jeong & Nakabo.